# グリーンイグアナ
グリーンイグアナ（Iguana iguana）は、爬虫綱有鱗目イグアナ科グリーンイグアナ属に分類されるトカゲ。グリーンイグアナ属の模式種。単にイグアナと呼ばれることもある。

## 分布
ガイアナ、コスタリカ、コロンビア、スリナム、トリニダード・トバゴ、ニカラグア、パナマ、パラグアイ、ブラジル、フランス領ギアナ、ペルー、ボリビア、メキシコ、西インド諸島等中南米。

## 形態

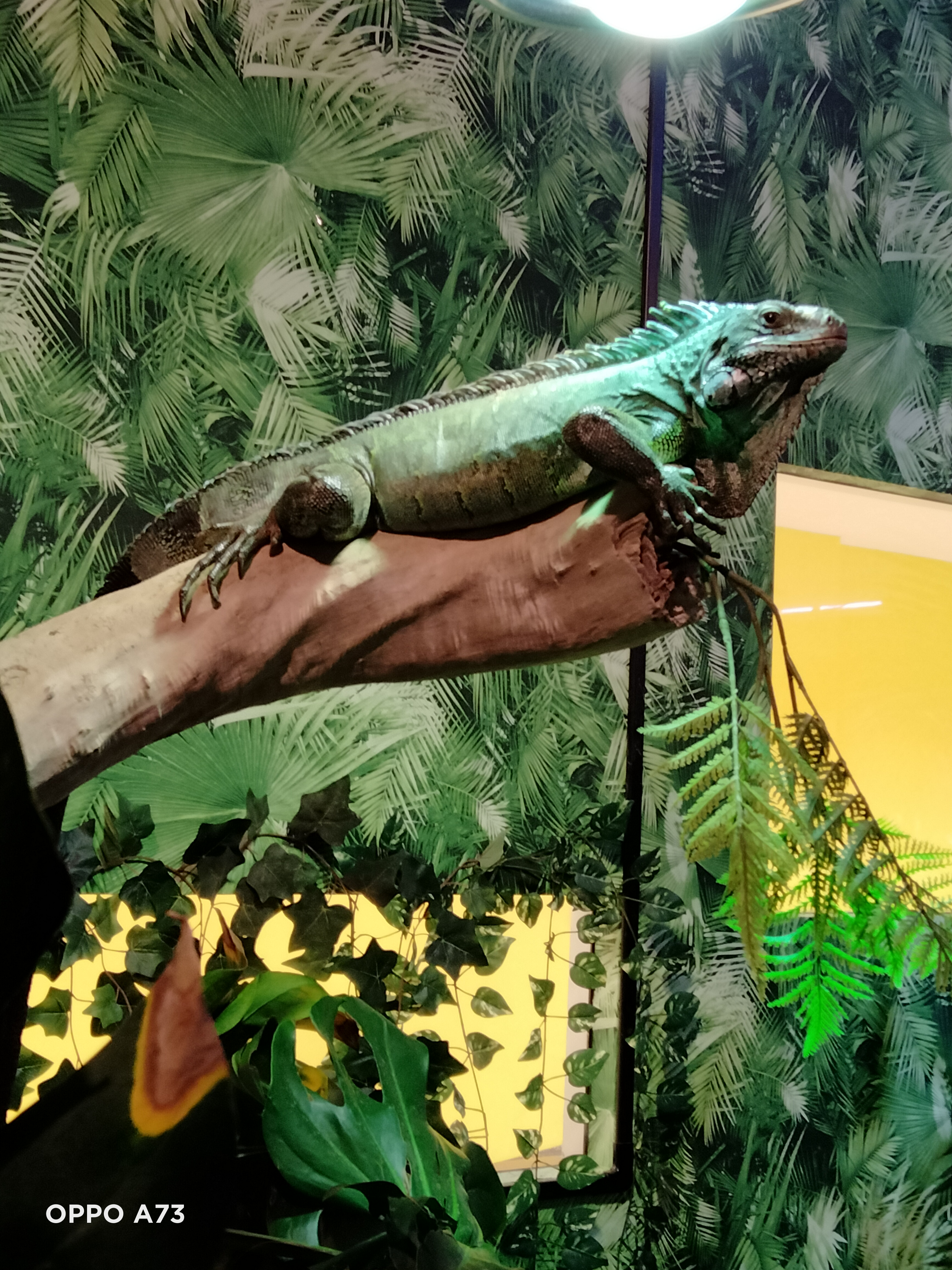
若いグリーンイグアナ

最大全長180センチメートル。耳孔下部に円形の大型鱗がある。体色は灰褐色や赤褐色、黒褐色。
幼体の体色は明緑色や青緑色。オスは後頭部から背面にかけてたてがみ状の鱗（クレスト）が発達する。

## 分類
2亜種に分ける説もあるが、明瞭な差異（吻端の角状の突起の有無）がないことや同所的に分布することから亜種を無効とする説が有力。

## 生態
熱帯雨林に生息し、水辺を好む。水面に張り出した樹上にいることが多い。泳ぎがうまく、危険を感じると水に飛び込んで逃げる。陸上で外敵に襲われると、かみついたり尾を打ちつけたりして応戦する。
食性はほぼ植物食。
繁殖形態は卵生。1回に24-45個の卵を産む。
知能が高く、人の顔を覚えられる。

## 各部の名称
頭から尻尾にかけて棘のような、たてがみ状のうろこが発達しており、これをクレストという。また、喉から首下にかけて、皮膚のたるみがありこれをデューラップという。これらのクレスト、デューラップは興奮するときに逆立ち、広がる。

## 人間との関係
原産地ではガリナ・デ・パロ（木の鶏）と呼ばれ伝統的に食用にされる。
日本では流通量が多く遺棄された場合に定着する可能性があり、生態系への影響が懸念されるため生態系被害防止外来種に指定されている。石垣島では既に定着している可能性があるとされ、実際に日本テレビのバラエティ番組『ザ!鉄腕!DASH!!』では、出演者らが石垣島で野生化したグリーンイグアナを捕獲し、その後料理するという企画が2度にわたり放送されている。
ペットとして飼育されることもあり、日本にも輸入されている。主に幼体が安価で流通する。テラリウムで飼育される。ケージとして観葉植物用の温室や、大型犬用のケージなどのような大型かつ頑丈でさらに高さがあるものを用意する。温室を用いる場合はガラスを尾で叩き割った例もあるため、アクリルなどの割れにくい素材に差し替えることが望ましい。低温に弱いため、複数の暖房器具を用いるかエアコンなどでケージを設置した部屋ごと保温する。乾燥にも弱く幼体や小型個体は大きな水入れを設置し、大型個体に対しては加湿器を設置したりこまめに霧吹きを行い湿度を上げる。紫外線要求量は高く、日光浴をさせたり紫外線照射量の高い照明器具を照射する。餌としては野菜や果実などを与える。飼育下では配合飼料にも餌付き、専用の配合飼料も市販されている。大型種の上に成長が早いため、大型の飼育設備が用意できない限り一般家庭での飼育にはむかないが、一般家庭での飼育個体が逃げ出し大捕り物となる（2022年4月15日の兵庫県の事例がある）など問題となることがある。通常は積極的に人を襲ったりするようなものではないが、触ろうとすると歯や爪によって人にひどい怪我を負わせることもあり、特にオスは繁殖期に性格が狂暴になるため注意が必要。
台湾では、本来は棲息していなかったが、ペットとして輸入・飼育されていたものが逃げ出し野生化したとみられ、天敵がいないため南部を中心に近年、大繁殖しつつある。野菜・果物を餌とし、地に穴を掘って巣を作るため、農作物に甚大な被害を与えている。2015年に輸入が禁じられ、2020年には登録制となり繁殖も禁じられた。また駆除にも力を入れているものの、捕獲しきれないのが現状である。生息域を北へと広げつつある様子もあり、懸念されている。

## 画像

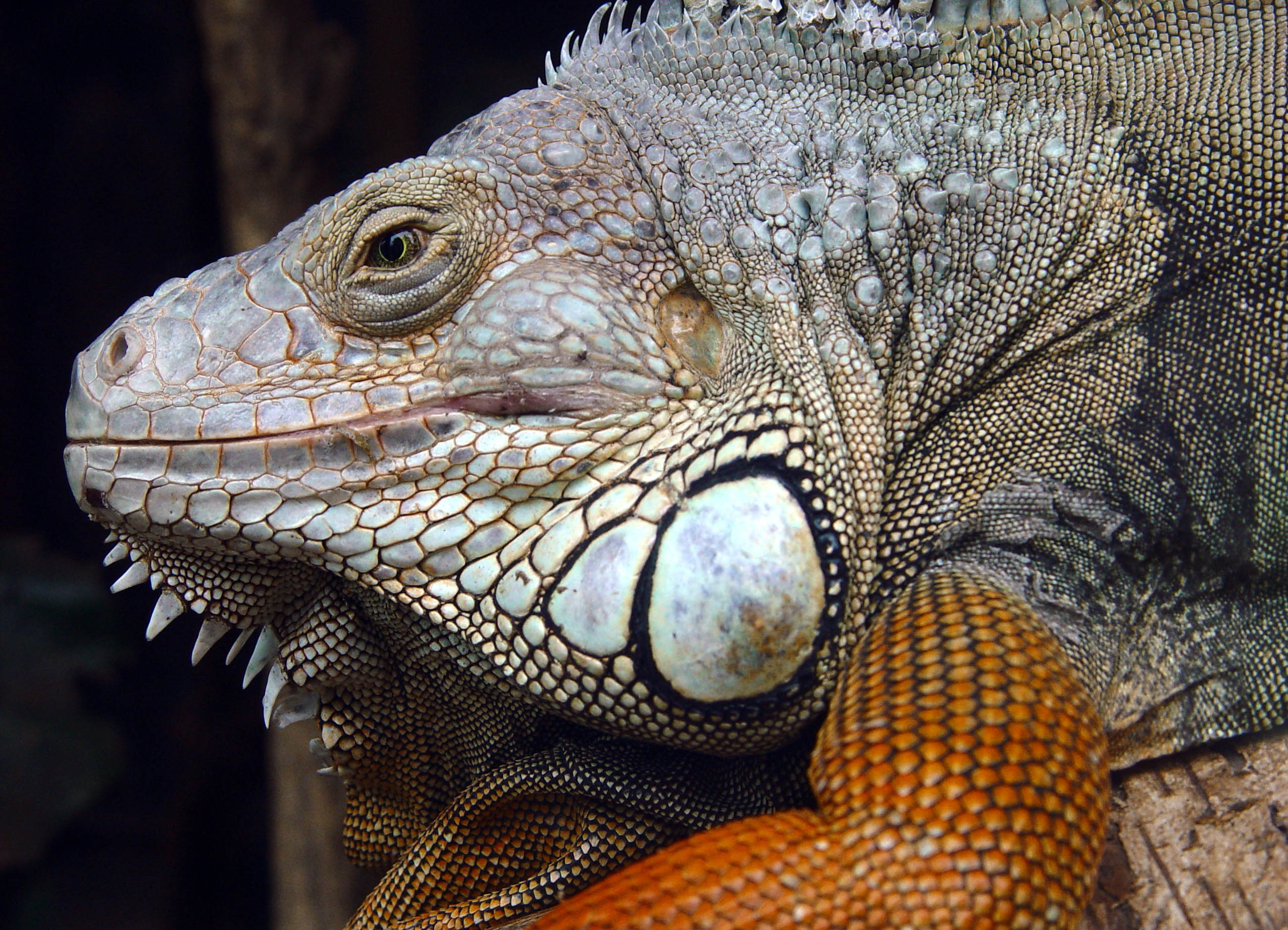
頭部